# Kdenlive
Kdenlive (nom que ve de KDE Non-Linear Video Editor en anglès) és un editor de vídeo semiprofessional basat en el programari multimèdia MLT (Media Lovin' Toolkit) i FFmpeg. Construït en Qt se centra en la flexibilitat i facilitat d'ús. El Kdenlive disposa de versions disponibles per a GNU/Linux, FreeBSD, Windows i Mac OS X sota els termes de llicència GNU 2 o qualsevol versió posterior.

## Característiques
Algunes característiques incloses en la versió 0.7 inclouen: captura de vídeo a través de FireWire o webcam, edició de vídeo d'alta definició, formats sense pèrdua de qualitat, eines d'organització d'escenes, etc. En els vídeos editats permet relació d'aspecte 4:3 o 16:9 tant per PAL com NTSC, a més de diversos estàndards d'alta definició HD. Els vídeos també poden ser exportats a cintes DV o gravats directament en un DVD incloent-hi un senzill menú d'escenes.
En Kdenlive suporta tots els formats de vídeo compatibles amb les llibreries del projecte FFmpeg com ara:
- Format d'arxiu QuickTime.
- AVI.
- WMV.
- MPEG.
- Fitxers SWF de tipus Adobe Flash.
- Format DV.
- Diversos formats d'alta definició (HDV 720p, HDV 1080i).

## Història
El projecte fou iniciat per Jason Wood l'any 2002 i posteriorment mantingut i millorat per un petit grup de desenvolupadors. Inicialment no es basava en MLT.
El llançament de Kdenlive 0.7 el 12 de novembre del 2008 va suposar el pas de K Desktop Environment 3 a KDE Platform 4. Els desenvolupadors varen reescriure bona part del projecte.
Des d'abril de 2015, Kdenlive 15.04.0, va passar a ser una aplicació oficial de KDE, utilitzant la seva infraestructura i calendari de publicacions.
El llançament de Kdenlive 19.04.0 suposa altra cop la reescriptura del codi (en un 60%) i l'ampliació de funcionalitats. Destacava la divisió de les pistes d'àudio i vídeo.
La versió 21.04, com a part integrant de KDE Gear 21.04, portava més de 500 correccions d'errors i novetats com el suport per a renderitzar en AV1, així com, la capacitat de transcriure les captures de veu a text. Per aquest fi, s'empren dues eines basades en Python una per a realitzar el reconeixement, anomenada Vosk i l'altra per a sincronitzar el text amb el vídeo. Vosk portava inicialment suport per a 17 idiomes, el català inclòs.
La versió 24.02 Comportà el pas a Qt6 i una millora notable en el rendiment gràcies a l'ús natiu de Vulkan a Linux, de DirectX a Windows i de Metall a macOS.